# Aluplast
ALUPLAST GmbH – rodzinne przedsiębiorstwo produkujące profile oraz elementy dodatkowe z PVC do okien i drzwi.
Zatrudnia ok. 1250 osób, w tym ponad 300 w Polsce.

## Historia
- 1982 – Manfred J. Seitz założył w grudniu firmę Aluplast GmbH w Ettlingen (koło Karlsruhe);
- 1991 – W Bilbao (Hiszpania) powstała pierwsza zagraniczna spółka zależna – biuro sprzedaży Aluplast Iberica;
- 1995 – Aluplast GmbH zakłada w Poznaniu spółkę córkę Aluplast sp. z o.o.;
- 1997 – przejęcie firmy Intertec (Austria) dzięki czemu Aluplast GmbH staje się liderem w Austrii;
- 2002 – zostaje otwarty zakład w Poznaniu;
- 2005 – powstaje kolejna spółka zależna Aluplast Ukraina; siedziba główna firmy zostaje przeniesiona z Ettlingen do Karlsruhe; Aluplast GmbH zdobywa nagrodę "MOE Award"[1] oraz zostaje finalistą "Entrepreneur des Jahres 2005" ;
- 2007 – firma Aluplast GmbH staje się ponownie finalistą "Entrepreneur des Jahres 2007" oraz otrzymuje nagrodę "Deutschland Besten"; powstaje nowy zakład produkcyjny w Meksyku;
- 2011 – Aluplast GmbH otrzymuje nagrodę "Deutschland Besten"

## Aluplast w Polsce
Aluplast posiada również spółkę-córkę w Polsce – Aluplast sp. z o.o.  z siedzibą w Poznaniu, produkującą profile PVC do okien i drzwi oraz dodatkowe elementy takie jak:
- profile okienne dla domów pasywnych
- systemy okien i drzwi przesuwnych
- nakładki aluminiowe
- nawiewniki okienne
- systemy drzwi zewnętrznych
- rolety zewnętrzne.

### Historia firmy
- 1995 – polska spółka grupy Aluplast została utworzona w Poznaniu
- 1997 – fuzja z firmą Intertec Bydgoszcz
- 4 lipca 2002 – otwarcie wytwórni profili okiennych PVC aluplast w Poznaniu
- 2004 – przeniesienie linii produkcyjnej z Bydgoszczy i rozpoczęcie w Poznaniu produkcji profili okiennych
- 2005 – powstanie w Poznaniu nowoczesnej, skomputeryzowanej mieszalni
- 2007 – Aluplast – Liderem Rynku 2007[2]
- lipiec 2009 – rozpoczęcie wydawania przez firmę Aluplast bezpłatnego kwartalnika PROFIOKNO poświęconego tematyce stolarki okiennej i drzwiowej.